# Centro Cultural Justiça Federal
El Centro Cultural Justiça Federal (CCJF), Centro Cultural Justicia Federal) es una organización cultural brasileña vinculada al Tribunal Regional Federal de la Segunda Región. Está ubicado en la antigua sede del Supremo Tribunal Federal de Brasil. Su construcción empezó en 1905 como parte de los proyectos de reurbanización de Río de Janeiro, la antigua capital, bajo el alcalde Francisco Pereira Passos. Inicialmente destinado a ser sede de la mitra archiepiscopal, el edificio fue destinado a ser sede del Supremo Tribunal Federal, y fue inaugurado en el 3 de abril de 1909. Diseñado por el arquitecto sevillano Adolfo Morales de los Ríos, la construcción es una de las más importantes muestras de la arquitectura ecléctica en la ciudad. 
El Supremo Tribunal Federal estuvo ubicado en el mismo sitio hasta 1960, cuando la capital fue transferida a Brasilia. Desde la transferencia de la capital, y por consiguiente del Supremo Tribunal Federal, el edificio ha acogido el Tribunal Superior Electoral y el tribunal de circuito de la Justicia Federal. Tras siete años de renovación, el edificio fue reabierto al público el 4 de abril de 2001 como centro cultural.
Actualmente, el centro está reconocido por motivar y asegurar al pueblo el acceso a diversas formas de expresión cultural: exposiciones de arte, cine, cursos, seminarios, espectáculos de teatro, baile, canto, entre otros. La propia arquitectura del edificio es una atracción turística; con sus monumentales puertas diseñadas por el portugués Manoel Ferreira Tunes, la jaula de escalera de hierro y mármol de Carrara, las ventanas rectangulares recordando la arquitectura gótica, los balaustres recordando el Renacimiento francés, y la vidriera por Rodolfo Amoedo son sus principales atracciones. 
El espacio consiste de doce salas de exposición, teatro, biblioteca, cafetería, sala de sesiones, sala de lectura y un cine llamado Cine Cultural Justiça Federal. La antigua sala de sesiones del Supremo Tribunal Federal mantiene sus muebles originales confeccionados en 1920 y elementos decorativos originales, como vitrales y pinturas murales. 
El edificio fue proyectado por el arquitecto sevillano Adolfo Morales de los Ríos e inaugurado en 1909. Su estilo arquitectónico es ecléctico, ampliamente utilizado durante el periodo de su construcción e inauguración. En la fachada existen elementos del clasicismo francés. 
Las puertas, muy detalladas, fueron talladas por Ferreira Tunes. La escalera está hecha de mármol de Carrara y hierro, revelando su estilo Art Nouveau. Las ventanas rectangulares recuerdan al estilo gótico y los balaustres, al renacimiento francés. Hay vitrales y murales pintados por Rodolfo Amoedo. El espacio consiste de doce salas de exposición, teatro, biblioteca, cafetería, sala de sesiones, sala de lectura y un cine.
La sala de sesiones mantiene el piso original de madera. Las paredes laterales son decorados por retratos pintados de juristas brasileños de varios periodos históricos. Hay vitrales confeccionados por la Casa Conrado Sogenith, de São Paulo. En el techo existen dos paneles pintados por Amoedo. 
El CCJF dispone desde 2004 de una biblioteca, abierta de martes a viernes, de 12h a 17h.